# Нейлоновая ёлка
«Нейлоновая ёлка» (груз. ნეილონის ნაძვის ხე) — советский цветной фильм, снятый режиссёром Резо Эсадзе на киностудии «Грузия-фильм» в 1985 году.
Премьера фильма состоялась 19 декабря 1986 года.

## Сюжет
Группа пассажиров междугороднего автобуса спешит отметить Новый год. Во время поездки водителя задерживает девушка, и когда автобус трогается, его начинают преследовать дикий «Волга» с вооружёнными людьми. Выясняется, что это родственники девушки, которую похитил её жених. Разобравшись с этой ситуацией, автобус продолжает движение.
Однако вскоре один пассажир начинает курить, игнорируя возмущения остальных. Его высаживают, но позже пассажиры решают вернуться и забрать его с собой, так как чувствуют вину за то, что оставили его на безлюдной дороге. Все вместе под грузинскую песню продолжают свой путь, чувствуя себя лучше.

## В ролях
- Руслан Микаберидзе — водитель автобуса
- Гурам Петриашвили — курящий пассажир
- Софико Горгадзе
- Котэ Чантуришвили
- Зураб Кипшидзе — пассажир с пластырем
- Анзор Джварели
- Давид Двалишвили — пассажир
- Шалва Херхеулидзе — пассажир
- Эдишер Магалашвили — пассажир
- Ирина Калиновская — пассажир

Текст читает Зиновий Гердт.

## Съёмочная группа
- Авторы сценария: Резо Эсадзе, Амиран Долидзе
- Режиссёр-постановщик: Резо Эсадзе
- Оператор-постановщик: Леван Пааташвили
- Художник-постановщик: Темур Арджеванидзе
- Композитор: Бидзина Квернадзе
- Звукооператор: Геннадий Корховой
- Редактор: Резо Квеселава
- Директор картины: М. Джахотошвили

Фильм дублирован на Киностудии имени Максима Горького.
- Режиссёр дубляжа: Юрий Швырев
- Звукооператор: И. Дунаевская

## Критика
В Ежегоднике Большой советской энциклопедии фильм был охарактеризован как «картина, демонстрирующая в этносказательной манере групповой портрет пассажиров автобуса, волею случая вынужденных встречать Новый год на пустынной дороге».
Кинокритик Пётр Черняев, в своей рецензии на страницах газеты «Советская культура», писал:
Фильм сделан так, что возникает полное ощущение, будто кинокамера, включённая на улице, бесстрастно фиксирует всё, что происходит вокруг. Нам словно самим предоставлен выбор, на что обращать внимание: то ли на пареньке, пытающегося понравиться девушке, то ли на бестолковый спор, кто красивее — Брижит Бардо или Мэрилин Монро, то ли на то, как какой-то борец за правду пытается проучить шофёра, глумящегося над пассажирами.Пётр Черняев
При этом, он отмечал, что «у иного зрителя отсутствие чёткого внешнего сюжета и логических связей между микроэпизодами может вызвать раздражение и скуку», но если «настроится на волну фильма, войти в систему одновременно неприхотливой, изящной и глубокой, как народная пословица, ленты», то «можно проникнуться чаяниями и заботами людей, собравшихся в предновогоднем ковчеге».

## Фестивали и награды
- 1986 — Государственная премия Совета Министров Грузинской ССР — режиссёру Резо Эсадзе, сценаристу Амирану Долидзе и оператору Левану Пааташвили за создание художественного фильма «Нейлоновая ёлка»[4]
- 1987 — XXVII Международный кинофестиваль в Авеллино (Италия) — Первый приз «Золотое плато»[5]